# Osquidats
Els osquidats (en llatí: Osquidates) van ser un poble aquità esmentat per Plini el Vell, que els divideix en osquidats montans (osquidates montani) i osquidats campestres (osquidates campestres). Diu que vivien separats i entre ells hi havia onze pobles. En tot cas, però, la seva situació no es pot determinar. Segons D'Anville els osquidats montans haurien viscut a la vall d'Aussau, però els campestres no han pogut ser situats.